# Morga
Morga è un comune spagnolo di 400 abitanti situato nella comunità autonoma dei Paesi Baschi.